# Thailand Route 205

„Highway 205“

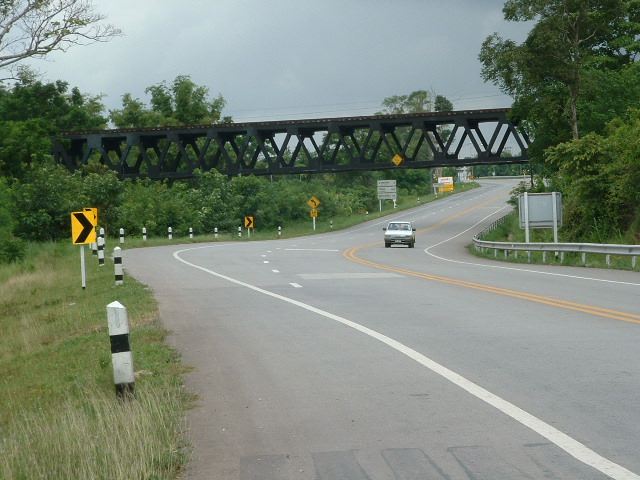
Die Eisenbahnbrücke Bahnstrecke Kaeng Khoi Junction–Bua Yai Junction überquert die Thanon Suranarai in Amphoe Thep Sathit, Provinz Chaiyaphum

Die Thailand Route 205 (thailändisch: ถนนสุรนารายณ์ Thanon Suranarai; Deutsch: Nationalstraße Nr. 205, im englischen Sprachgebrauch Highway 205) ist eine Schnellstraße in Thailand. 
Die Thailand Route 205 ist eine Straße, die die Provinz Lop Buri mit der Provinz Nakhon Ratchasima verbindet. Die Schnellstraße beginnt bei Amphoe Ban Mi und endet Amphoe Mueang Nakhon Ratchasima. Es ist eine strategisch überregionale Straße, die den Militärstützpunkt Lopburi in Zentralthailand mit dem Isan verbindet. Der Bau der Straße begann 1943, während der Amtszeit des autoritär regierenden thailändischen Ministerpräsident, Feldmarschall Plaek Phibunsongkhram. Wurde jedoch erst nach 1951 fertiggestellt. Bemerkenswert ist, das die Bahnstrecke Kaeng Khoi Junction–Bua Yai Junction die Nationalstraße 205 mit einer Eisenbahnbrücke überquert und nicht wie in Thailand meist üblich per Bahnübergang. 
Die Bezirke und Provinzen entlang der Straße sind Amphoe Khok Samrong, Amphoe Chai Badan und Amphoe Lam Sonthi, Provinz Lopburi, Amphoe Thep Sathit und Amphoe Bamnet Narong, Provinz Chaiyaphum sowie Amphoe Phra Thong Kham und Amphoe Non Thai Provinz Nakhon Ratchasima.

## Kartenmaterial
- ThinkNet: Road Map of Thailand. MapMagic CD + Paper Map. Multi-Purposes Bilingual Mapping Software, Bangkok, Ausgabe 2008